# Soupe des hortillons
 (avril 2021).
La soupe des hortillons se compose de légumes cultivés dans les hortillonnages d'Amiens.

## Caractéristiques
Dans la soupe des hortillons, on trouve du chou, des pommes de terre, des poireaux, des petits pois, de la laitue, de l'oseille et du cerfeuil, que l'on fait cuire dans l'eau pour obtenir ce plat riche en vitamines.
La soupe se sert chaude, versée sur du pain.